# Myrmarachne bicuspidata
Myrmarachne bicuspidata es una especie de arañas araneomorfas de la familia Salticidae.

## Distribución geográfica
Es endémica de Célebes (Indonesia).